# Souleymane Dela Sacko
Souleymane Dela Sacko (ur. 1 sierpnia 1984 w Niamey) – nigerski piłkarz grający na pozycji środkowego pomocnika. Od 2019 jest zawodnikiem klubu AS SONIDEP.

## Kariera klubowa
W 2006 roku Sacko wyjechał do Burkiny Faso i w latach 2006–2008 był zawodnikiem tamtejszego klubu Étoile Filante Wagadugu, z którym w sezonie 2007/2008 wywalczył dublet - mistrzostwo i puchar kraju. W 2007 roku był wypożyczony do malijskiego klubu AS Korofina. W 2008 roku odszedł do gabońskiego AS Mangasport, a w sezonie 2009/2010 grał w burkińskim Sourou Sport. W 2010 roku wrócił do AS Mangasport. W sezonie 2010/2011 zdobył z nim Puchar Gabonu. W sezonie 2013/2014 grał w Olympic FC de Niamey, a latem 2014 trafił do AS GNN. Następnie grał w AS Douanes Niamey i ponownie AS GNN. W sezonie 2017/2018 zdobył z nim Puchar Nigru. W 2019 przeszedł do AS SONIDEP.

## Kariera reprezentacyjna
W reprezentacji Nigru Sacko zadebiutował 25 marca 2007 roku w przegranym 1:3 meczu kwalifikacji do Pucharu Narodów Afryki 2008 z Lesotho, rozegranym w Maseru. W 2013 roku został powołany do kadry na Puchar Narodów Afryki 2013. Od 2007 do 2019 rozegrał w kadrze narodowej 50 meczów i strzelił 3 gole.